# KP Большого Пса
KP Большого Пса (лат. KP Canis Majoris), HD 49188 — одиночная переменная звезда в созвездии Большого Пса на расстоянии приблизительно 1326 световых лет (около 407 парсеков) от Солнца. Видимая звёздная величина звезды — от +7,63m до +7,58m.

## Характеристики
KP Большого Пса — бело-голубой гигант, пульсирующая переменная звезда (LPB) спектрального класса B5III.